# Corydalis pseudoincisa
Corydalis pseudoincisa är en vallmoväxtart som beskrevs av C. Y. Wu, Z. Y. Su och M. Liden. Corydalis pseudoincisa ingår i släktet nunneörter, och familjen vallmoväxter. Inga underarter finns listade i Catalogue of Life.